# Pseudosporochnales

Os Pseudosporochnales foram uma ordem de plantas extintas que formaram algumas das primeiras árvores da Terra. Elas não foram construídas como árvores modernas. Elas tinham muitos fios de xilema no eixo principal com pequenas quantidades de madeira em torno desses feixes. Eospermatopteris ou as árvores Gilboa de Nova York, tinha cerca de 8 metros de altura. Presos à uma porção do tronco estavam ramos sem folhas, as últimas pontas do caule eram consideradas fotossintéticas.